# うらにし
うらにしは、京都府北部の丹後地方周辺に特有の気象。秋から冬にかけて瞬間的に丹後半島の近海を通る風と、この影響で生じる不安定な気候のことを指す。

## 概要
うらにしは、全国的な気象予報には一切関係なく、経ヶ岬付近の海岸にそって、10月から11月末にかけて発生する湿気を含んだ南西の風を指す。一時的に西風になることもある。多くは雨を伴う。うらにしは「ひくにし」とも呼ばれ、山陰地方で秋にふく西風や、但馬地方で晩秋にふく北西の風も「うらにし」（裏西、浦西）と呼ばれる。

## 特徴
一日の気象の変化が激しく、朝は晴れているかと思えば突然暗雲が垂れ込め、雨や雪を交えた湿度の高い風が吹き荒れたかと思えば、束の間の晴天に恵まれたりする。このため丹後地方では、古来から「弁当忘れても傘忘れるな」と言い継がれている。この季節風により、丹後地方の空気は気温の低い冬でも湿気を多く含んでおり、古来から、乾燥すると糸が切れやすくなる絹織物の製織に適していた。